# Dhimitër Tutulani
Dhimitër Tutulani też jako: Dhimitraq Tutulani (ur. 19 marca 1857 w Beracie, zm. 1937 tamże) – albański polityk, prawnik i działacz niepodległościowy.

## Życiorys
Urodził się w Beracie, w zamożnej rodzinie kupieckiej, wyznania prawosławnego. Kształcił się w szkole Zosimaia w Janinie, a następnie odbył studia na wydziale prawa Uniwersytetu w Atenach. Po powrocie do Beratu otworzył kancelarię prawną. W Beracie zaangażował się w działalność albańskiego ruchu narodowego. W 1908 uczestniczył w kongresie monastyrskim, który zajął się wyborem alfabetu dla zapisu języka albańskiego. 22 grudnia 1908 należał do grona założycieli klubu patriotycznego Bashkimi w Beracie. Działacze tej organizacji w 1911 powołali do życia Komitet Obrony Praw Narodowych Albańczyków, który w lipcu 1912 ustanowił swoje władze i wysunął żądania autonomii politycznej dla ziem albańskich. W 1912 Tutulani został wybrany delegatem do Zgromadzenia we Wlorze, które 28 listopada 1912 ogłosiło Albańską Deklarację Niepodległości. Na dokumencie widnieje podpis Dh. Tout, złożony przez Tutulaniego. 
W grudniu 1918 jako przedstawiciel Beratu uczestniczył w kongresie albańskich działaczy narodowych w Durrësie, a w 1920 w kongresie w Lushnji, który doprowadził do reaktywacji państwowości albańskiej. W 1922 wziął aktywny udział w przygotowaniach do kongresu w Beracie, którego uczestnicy zadeklarowali autokefalię Albańskiego Kościoła Prawosławnego. W latach 1922–1937 Tutulani zasiadał w radzie świeckich, działającej przy metropolicie diecezji berackiej. 
W styczniu 1925 Tutulani objął funkcję burmistrza Beratu. Zmarł w 1937 w Beracie.
Był żonaty (żona Marie z d. Nova), miał troje dzieci (Milto, Urania, Eftalia). Jego syn Milto Tutulani był trzykrotnie ministrem sprawiedliwości.